# Escudo de Alcalá de Henares
El escudo de Alcalá de Henares es el oficial y representativo de esa ciudad de la Comunidad de Madrid (España). Representa a un castillo sobre las aguas, haciendo referencia al origen del nombre de la ciudad (al-qal'a Nahar, en árabe, el castillo sobre el (río) Henares). El modelo actual y oficial fue aprobado en 1987:

«En campo de azur, un castillo de oro, tomado, donjonado, almenado, mazonado de sable y aclarado de azur, sostenido por ondas de planta y azur. Orlado por dos ramas cruzadas, una de laurel, de sinople, frutada de gules, a la diestra, y otra de roble, de sinople, frutada en su color, a la siniestra. Al timbre, coronada de Infantes de Castilla, compuesta por un círculo de oro engastado en piedras preciosas, sumado de ocho florones de hojas de acanto en oro, cinco vistas y dos de perfil, interpolado cada uno de una perla.»
Boletín Oficial del Estado nº 80 de 3 de abril de 1987

Anteriormente existieron otros modelos diferentes, el más antiguo de los cuales se encuentra en una de las columnas de los soportales de la actual plaza de Cervantes, donde se levantó el ayuntamiento de la ciudad desde el siglo XVI al XIX.